# Епархия Бильбао
Епархия Бильбао (лат. Dioecesis Flaviobrigensis, баск. Bilboko Elizbarrutia, исп. Diócesis de Bilbao) — католическая епархия латинского обряда с центром в городе Бильбао, Страна Басков (Испания).

## История
Епархия была образована 2 ноября 1949 года путём выделения в новую епархию некоторых приходских округов из епархий Сантандера, Витории и Калаорры — Ла-Кальсады. Латинское название епархии — Dioecesis Flaviobrigensis было присвоено епархии в булле папы Пия XII Quo Commodius, которой он учреждал епархию. Вероятно, оно связано с предположением, что римское поселение «Colonia Flaviobrigensium» находилось на месте современного Бильбао, что однако ныне считается маловероятным.

## Современное состояние
Епархия объединяет приходы в Стране Басков вокруг города Бильбао и является суффраганной по отношению к архиепархии Бургоса. С 2010 года епархию возглавляет епископ Хосеба Сегура Эчесаррага. Кафедральный собор епархии — Собор Святого Иакова, носит почётный статус малой базилики. Кроме него этот статус имеют ещё 5 храмов епархии.По данным на 2012 год епархия насчитывала 1 146 400 католиков, 298 приходов и 655 священников. Святыми покровителями епархии считаются святой Игнатий Лойола и святой Валентин Беррио-Очоа.

## Ординарии
- Касимиро Морсильо Гонсалес (1950—1956);
- Пабло Гурпиде Беопе (1956—1968);
- Антонио Аньоверос Атаун (1971—1978);
- Луис Мария де Ларреа-и-Легаррета (1979—1995);
- Рикардо Бласкес Перес (1995—2010);
- Марио Исета Гавикагогеаско (2010—2020);
- Хосеба Сегура Эчесаррага (2021 — по настоящее время).